# Королевский родихт
Королевский родихт (лат. Rhodichthys regina) — вид глубоководных лучепёрых рыб семейства липаровых (Liparidae).

## Описание
Длина взрослых рыб 25—28 см, наибольшая длина 29,7 см. Голова крупная, толстая, сжатая с боков. Щеки вертикальные. Тело сжато с боков и сильно суживается к хвосту. Рыло несколько выдаётся вперёд. Обе пары ноздрей имеют вид открытых пор. Жаберные отверстия очень крупные, достигают основания брюшных нитей. Верхняя лопасть грудного плавника образована 11—12 лучами. Нижняя лопасть нитевидная, двух- или трёхветвистая. Берёт начало на груди и образована 5 лучами — 2 длинных и 3 нижних рудиментарных. Тело у живых рыб полупрозрачное, окраска его варьируется от светло-красного до светло-фиолетового. Мальки бесцветные. Брюшина чёрного цвета.

## Ареал
Северный Ледовитый океан. Вид широко распространён как на глубинах Скандской впадины, так и в центральной части Северного Ледовитого океана, заходя в некоторые краевые моря.

## Биология
Обитает на больших глубинах (1390—2365 м) над илистыми грунтами при отрицательных придонных температурах и высокой солености (около 35 ‰). Ведёт батипелагический образ жизни в промежуточных слоях воды над большими глубинами. Питается батипелагическими и планктонными ракообразными. Нерест летом. Плодовитость самок от 44 до 59 крупных икринок (диаметром 5,5 мм).